# PrimeStar
PrimeStar foi uma empresa de televisão por satélite que foi fundada em 1991, e foi extinta em 1999.